# Pholeterides furtiva
Pholeterides furtiva är en kräftdjursart som beskrevs av Rolf Dieter Illg 1958. Pholeterides furtiva ingår i släktet Pholeterides och familjen Notodelphyidae. Inga underarter finns listade i Catalogue of Life.